# Long-erdő
A Long-erdő egy természetvédelmi terület Magyarországon, Sátoraljaújhely külterületén, a Bodrog árterületén. A "Tokaj-hegyaljai történelmi borvidék kultúrtáj" világörökségi terület része. A Long-erdő Természetvédelmi Terület kezelője az Aggteleki Nemzeti Parki Igazgatóság. Kiterjedése: 1123,2 hektár. Természetvédelmi területté nyilvánítására 1996-ban került sor. A védetté nyilvánító jogszabály száma: 27/1996. (X. 9.) KTM rendelet.
Területe Alsóberecki, Sárospatak, Sátoraljaújhely, Vajdácska településekkel határos és a Bodrog holtágai, árvízvédelmi töltései határolják és tagolják. Az egykor kanyargós Bodrog folyószabályozásakor kialakított új, élő medre kettészeli a területét.
A területen található holtágak, állóvizek:
- Bodrog-holtág
- Karcsa-tó
- Hosszú-tó
- Bíró-tó
- Gyalmos-tó
- Kapronca-ér
- (Holt)-Ronyva-patak